# Torre de Ceballos (Alceda)
La torre de Ceballos es una de las construcciones que ha hecho que Alceda se considere Bien de Interés Cultural desde 1985, al encontrar un magnífico conjunto de casonas y palacios blasonados testigos de la nobleza montañesa que se alinean en torno al antiguo camino real que conduce a Burgos.
Construida por Don Pedro de Ceballos y Sainz de la Concha en 1670, presenta una torre levantada sobre otra de época anterior , una vivienda de estilo montañés adosada a la misma y una portalada de acceso a la finca con el escudo familiar.En la vivienda coloco el escudo de armas familiar y las de su mujer Andrea de Quiroga y Pimentel.
Es una casa-torre situada en la localidad de Alceda, en el valle de Toranzo (Cantabria, España). La casa adjunta data del siglo XVIII. Es una de las tres torres localizadas en Alceda.